# Sim Bong-sub
Sim Bong-sub (심봉섭?; 10 settembre 1966) è un ex calciatore sudcoreano, di ruolo centrocampista.